# Passato
Il passato è una porzione del tempo, comprendente gli avvenimenti già trascorsi. In senso cronologico precede il presente, mentre dal punto di vista concettuale è opposto al futuro.

## Teorie al riguardo
Le ricerche più o meno scientifiche condotte sull'argomento non hanno, finora, portato a risultati tangibili. Non è, infatti, stata dimostrata con certezza assoluta la possibilità di viaggiare nel tempo. In linea puramente teorica, una "ricostruzione" del passato è possibile con l'esperienza di "déjà vu". Analoga concezione hanno le correnti di pensiero basate sui cosiddetti "corsi e ricorsi", nei quali è sovente presente una componente storica.

## L'intervento umano sul passato
Altre scuole di pensiero indicano invece l'uomo elemento fondamentale nell'evoluzione del tempo. In altre parole, il presente (tempo corrente) sarebbe una diretta conseguenza dello sviluppo del passato: analogo effetto avrebbe lo sviluppo presente sul futuro. Questa teoria è stata corroborata da una ricerca del CERN di Ginevra, aggiornata a tutto il 2015.